# Diagrama de Stommel
O diagrama de Stommel foi publicado em 1963 pelo investigador Henry Stommel, oceanógrafo do Woods Hole Oceanographic Institution.

## Descrição
O fim da Segunda Guerra Mundial e os muitos recursos disponíveis, tais como navios e desenvolvimentos técnicos marítimos, permitiram o inicio da investigação e compreensão aprofundada dos oceanos e dos processos que nele ocorrem. Nos anos seguintes,  
durante a guerra fria os oceanos eram considerados pelas super potencias áreas de especial interesse estratégico, levando a um avultado investimento nas ciências oceanográficas. Os estudos feitos então eram planeados de acordo com interesses políticos, sem objectivos ou métodos adequados para a compreensão cientifica de todo o espectro dos fenómenos oceânicos. Face a esta realidade e ciente dos problemas da amostragem inapropriada para responder às questões levantadas, Stommel procurou então utilizar um método gráfico que expusesse as suas ideias no artigo "Variaties of Oceanographic Experience" publicado na revista Science.
O diagrama clássico é um gráfico tri-dimensional com o tempo e o espaço como eixos da superfície horizontal, e a magnitude do fenómeno no eixo vertical Z. Fenómenos com períodos de tempo curtos, tal como as ondas de gravidade ou tsunamis, são representados perto da origem dos eixos XX e YY. Contrariamente, variações a longo prazo, como por exemplo, o nível do mar nas eras glaciares, são representadas nos extremos dos eixos dos XX e YY. Esta associação da escala temporal e espacial aos fenómenos oceanográficos ofereceu uma nova perspectiva dos mecanismos físicos que regulam os oceanos.

## Disseminação
Só mais tarde é que esta técnica disseminou-se exponencialmente na comunidade científica após a sua adaptação por Loren Haurdy, Jonh McGowan e Peter Wiebe, em 1978 na publicação “Patterns and Processes in the Time-Space Scales of Plankton Distribuitions”. Estes autores recorreram ao diagrama de Stommel para representar a variação da biomassa de plâncton ao longo de várias escalas temporais. Este estudo confirmou o diagrama de Stommel como uma ferramenta gráfica essencial e passando a ser amplamente utilizado para interpretar relações ecológicas nos oceanos. A aproximação biológica do Diagrama de Stommel difundiu-se também pela ecologia terrestre e outras ciências ecológicas .
Durante o último quarto do século XX esta técnica disseminou-se exponencialmente na comunidade científica, com uma taxa de novos artigos produzidos com referência ao trabalho de Stommel de cerca de 20% ao ano. Apesar do intuito inicial de Stommel ter sido o de criar uma ferramenta para o planeamento de expedições oceanográficas, o seu diagrama ultrapassou as fronteiras do campo da física, tornando-se evidente a interdisciplinaridade do conceito de Stommel. Esta representação continua a ser actualmente utilizada como ferramenta gráfica no campo da oceanografia biológica, sendo considerado um artigo clássico em ecologia.